# 汤米·戈德温
汤米·戈德温（英語：Tommy Godwin，1920年11月5日—2012年11月3日），英国男子自行车运动员。他曾代表英国参加1948年夏季奥林匹克运动会自行车比赛，获得男子团体追逐赛和男子1000米计时赛铜牌。